# Jens-Uwe Franck
Jens-Uwe Franck ist ein deutscher Rechtswissenschaftler.

## Leben
Nach der Promotion an der Humboldt-Universität zu Berlin 2005 und Habilitation in München 2013/2014 wurde er als Inhaber des Lehrstuhls für Bürgerliches Recht, Handels- und Kartellrecht an die Universität Mannheim berufen.
Sein Forschungsschwerpunkt ist das Kartellrecht, wobei sich Forschungsprojekte regelmäßig Querschnittsthemen widmen, welche die rechtliche Konstituierung von Märkten betreffen und damit auch das Bank- und Kapitalmarktrecht sowie das Verbraucher- und Lauterkeitsrecht berühren.

## Schriften (Auswahl)
- mit Florian Möslein: Fälle zum europäischen Privat- und Wirtschaftsrecht. München 2005, ISBN 3-406-53496-1.
- Europäisches Absatzrecht. System und Analyse absatzbezogener Normen im europäischen Vertrags-, Lauterkeits- und Kartellrecht. Berlin 2006, ISBN 3-89949-311-7.
- Marktordnung durch Haftung. Legitimation, Reichweite und Steuerung der Haftung auf Schadensersatz zur Durchsetzung marktordnenden Rechts. Tübingen 2016, ISBN 3-16-153802-1.
- mit Dimitrios Linardatos: Schutz der Robo Advisor vor Marktbarrieren: Zugriffsrechte auf Banken-Schnittstellen?. Mannheim 2020.